# Mesobiotus pseudoblocki
Espèce
Mesobiotus pseudoblocki est une espèce de tardigrades de la famille des Macrobiotidae.

## Distribution
Cette espèce est endémique de la province de Río Negro en Argentine.

## Publication originale
- Roszkowska, Stec, Ciobanu & Kaczmarek, 2016 : Tardigrades from Nahuel Huapi National Park (Argentina, South America) with descriptions of two new Macrobiotidae species. Zootaxa, no 4105 (3), p. 243-260.